# 王瑞德
王瑞德（1963年12月24日—），台灣資深媒體人、時事評論員，多從事社會犯罪評論、政治評論。曾任《自由時報》社會記者、民視新聞台《頭家來開講》之常態來賓，YT節目｢Super Red｣主持人，政治立場偏綠。
2011年7月27日，由《自由時報》社長林鴻邦慰留無效核定正式退休後，開始於台灣各大政論節目上評論時事。

## 作品節選

### 電視節目
- JET綜合台《新聞挖挖哇》
- 民視新聞台《挑戰新聞》
- 民視新聞台《頭家來開講》
- 民視新聞台《台灣最前線》
- 東森新聞台《關鍵時刻》
- 東森財經新聞台《57健康同學會》
- 東森電視台《非關命運》
- 東森電視台《我愛大小姐》
- 年代電視台《女人要有錢》
- 年代MUCH台《今晚誰當家》
- 年代新聞台《年代向錢看》
- 年代新聞台《金錢帝國》
- 年代新聞台《新聞點對點》
- 年代新聞台《新聞面對面》
- 年代MUCH台《台灣心聲》
- 中國電視公司《從實招來》
- TVBS《TVBS哈新聞》
- TVBS《地球黃金線》
- TVBS《2100全民開講》
- TVBS《新聞夜總會》
- 衛視中文台《真相HOLD得住》
- 衛視中文台《新聞E點靈》
- 衛視中文台《台灣頭條秘辛》
- 衛視中文台《麻辣天后宮》
- 八大第一台《WTO姐妹會》
- 八大第一台《暗光鳥新聞》
- 八大綜合台《于美人FUN電》
- 緯來綜合台《愛喲我的媽》
- 緯來綜合台《姐妹淘心話》
- 緯來綜合台《不可思議的世界》
- 緯來綜合台《冰火五重天》
- 緯來綜合台《九點麻辣燙》
- 緯來綜合台《來自星星的事》
- 緯來綜合台《我們一家訪問人》
- 三立新聞台《美人電新聞》
- 東風電視台《男女放輕鬆》
- 三立新聞台《驚爆新聞線》
- 三立新聞台《新台灣加油》
- 中天綜合台《康熙來了》
- 中天新聞台《新台灣星光大道》
- 中天綜合台《紅色風暴》
- 中天新聞台《驚爆新聞眼》
- ET Jacky《馬妞報報》
- 壹電視新聞台及綜合台《一天壹蘋果》
- 壹電視新聞台《永康頭殼秀》
- 壹電視新聞台《就是要問》
- 台灣蕃薯電視台《台灣八號分機》
- 公共電視台《有話好說》

### 電視劇
| 年份   | 頻道       | 劇名       | 飾演   |
| ------ | ---------- | ---------- | ------ |
| 2014年 | 三立台灣台 | 《世間情》 | 王瑞德 |

### 專書著作
| 年份   | 書名                     | 出版社   | ISBN               |
| ------ | ------------------------ | -------- | ------------------ |
| 2002年 | 《完全不必自殺手冊》     | 黎明文化 | ISBN 9789571606187 |
| 2004年 | 《女人勝經》             | 我識出版 | ISBN 9789572984505 |
| 2007年 | 《惡女勝經》             | 我識出版 | ISBN 9789866774126 |
| 2008年 | 《王瑞德的台灣頭條秘辛》 | 捷徑文化 | ISBN 9789866763205 |
| 2012年 | 《魔．鬼》               | 捷徑文化 | ISBN 9789866010385 |

### 廣播
| 播出頻道         | 節目名稱     |
| ---------------- | ------------ |
| 綠色和平廣播電台 | 《綠色論壇》 |

## 外部連結
- 王瑞德的Facebook專頁